# Messor planiceps
Messor planiceps es una especie de hormiga del género Messor, subfamilia Myrmicinae.